# Oslo Freedom Forum

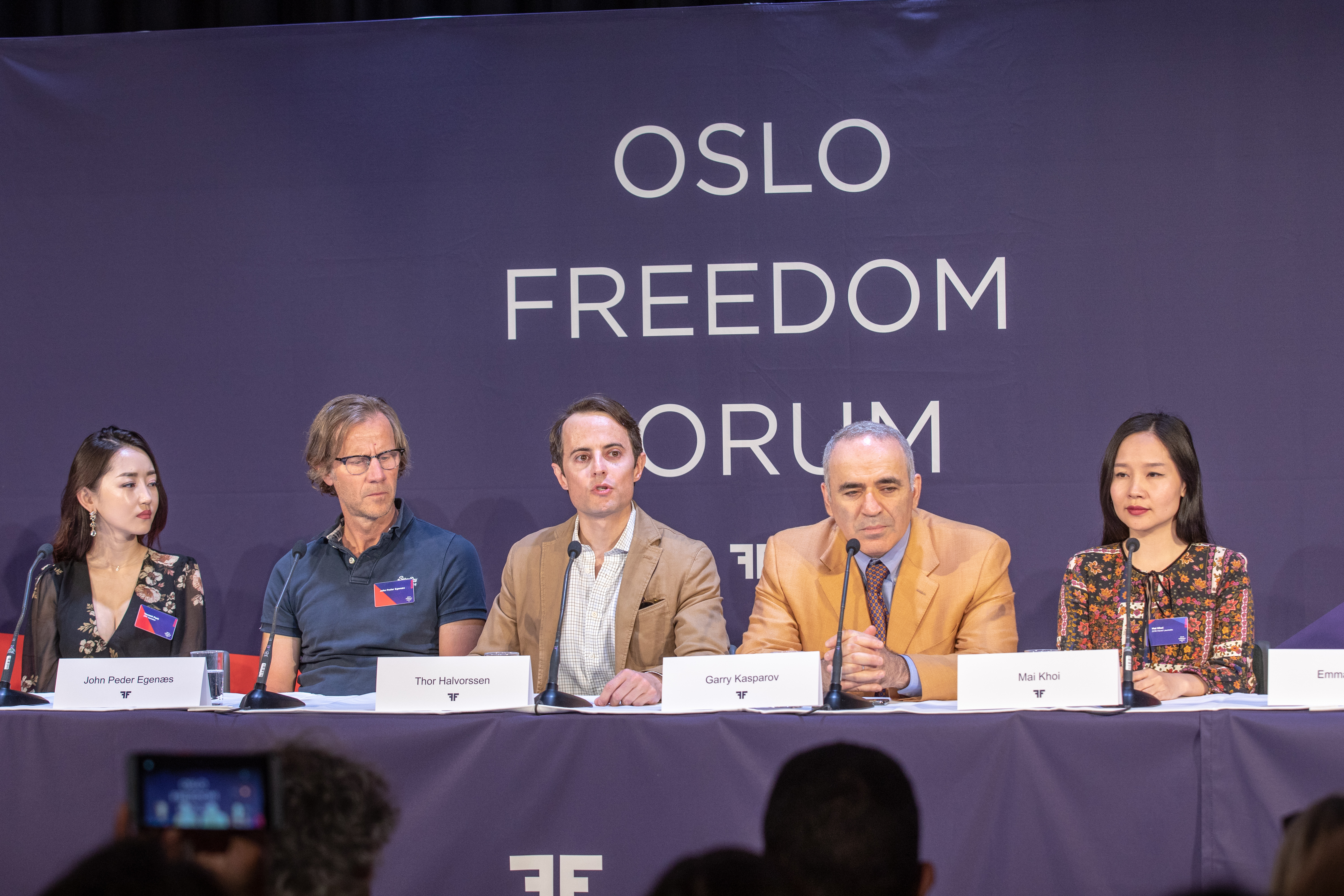
Foto de la rueda de prensa del Foro de la Libertad de Oslo 2018.

Oslo Freedom Forum (OFF) es una conferencia sobre los derechos humanos celebrada por primera vez en mayo de 2009 en Oslo, Noruega. Fundada por la Human Rights Foundation y Thor Halvorssen, es "parte de la campaña en curso de la Human Rights Foundation para defender y promover la libertad humana en todo el mundo".
El foro pretende reunir a los líderes mundiales incluyendo exjefes de Estado, ganadores del Premio Nobel de la Paz y presos de conciencia; así como una selección de autores, junto con las empresas, dirigentes políticos y culturales tanto de Noruega como internacionales. De acuerdo con la página web del Foro, el primer Oslo Freedom Forum "fue posible gracias a una generosa subvención de la Fundación John Templeton". También recibió el apoyo del gobierno de Noruega.
El segundo OFF está programado para tener lugar en abril del 2010 en Oslo. Cuenta con el apoyo de Noruega Fritt Ord, Amnistía Internacional, el Centro Nobel de la Paz, el Sindicato de Autor de Noruega, la Universidad de Oslo, el Comité Noruego de Helsinki, la Fundación Thiel y el Centro de Oslo para la Paz y los Derechos Humanos.

## Foro
El Oslo Freedom Forum está organizado por la Fundación de Derechos Humanos y Thor Halvorssen, su fundador. La conferencia fue fundada y financiada con una beca de la Fundación Templeton, y también recibió el apoyo del gobierno noruego y el gobierno de la ciudad de Oslo. Asociados para el 2009 figuran en la lista como Civita, Human Rights Action Center, la Sociedad Internacional de Derechos Humanos, Fundación de Investigación Laogai, y Reporteros sin Fronteras. En 2010 los socios del Foro incluyen a la Libertad de Expresión de Noruega, Oslo Centro para la Paz y los Derechos Humanos, Amnistía, Civita, El Comité Noruego de Helsinki y los Derechos Humanos de la Fundación Casa.
La misión del Foro es celebrar a "personas extraordinarias y lo que hicieron por la humanidad, inspirar a los líderes de todos los ámbitos de la vida con sus narraciones, y agregar información valiosa para el movimiento de derechos humanos.

## Foro 2009
Thor Halvorssen, fundador y conferenciante de 33 años de edad, explicó al Wall Street Journal en 2009: "Todos deberíamos querer la libertad de expresión, libertad de asociación, la libertad contra la tortura, la libertad de viajar, el debido proceso y la libertad para mantener lo que es tuyo". Desafortunadamente, explica," el establecimiento de los derechos humanos en las Naciones Unidas se limita a palabras bonitas, porque muchos de los países matan o encarcelan y torturan a sus oponentes".

## Foro 2010
Entre los participantes que asistieron al Foro 2010 estuvieron la exrehén de las FARC Ingrid Betancourt, el líder de Solidaridad y ganador de un premio Nobel Lech Walesa, el juez español responsable de la detención de Augusto Pinochet, Baltasar Garzón, y el líder uyhgur Rebiya Kadeer.
The Economist llama el Foro 2010 ", un espectacular festival de derechos humanos" y lo describió como "en vías de convertirse en un equivalente a los derechos humanos del Foro Económico de Davos."

## Los participantes
Entre los presentes en la conferencia de 2009 fueron 
- Kjell Magne Bondevik (ex primera ministra de Noruega)
- Sarah Ferguson (duquesa de York)
- Vytautas Landsbergis (expresidenta lituana)
- Kristin Clemet (exministra de Educación)
- Mutabar Tadjibayeva (expresa política uzbeca)
- Aliaksandr Bialiatski (activista de la democracia de Bielorrusia)
- Palden Gyatso (expresa de conciencia budista)
- Arne L. Lynngård (presidenta de la Fundación Rafto)
- Park Sang Hak (Corea del Norte activista de la democracia)
- Magne Ove Varsi (líder de los derechos indígenas)
- Vo Van Ai (activista de los derechos humanos vietnamitas)
- Sarah Bronfman (heredera de la fortuna del Seagram's)
- Jacqueline Moudeina (jefe de la Comisión de Derechos Humanos del Chad)
- Peder Lunde (medallista olímpico de Noruega)
- Vladimir Bukovsky (antiguo disidente soviético)
- Harry Wu (disidente chino)
- Leyla Zana (antiguo preso político turco)
- Víctor Hugo Cárdenas (exvicepresidente de Bolivia)
- Emil Constantinescu (expresidente de Rumania)
- Jung Chang (autor, Cisnes Salvajes)
- Jack Healey (exdirector ejecutivo de Amnistía Internacional)
- L. Craig Johnstone (Alto Comisionado Adjunto para los Refugiados de las Naciones Unidas)
- Michael C. Moynihan (periodista, la Razón)

Después de la conferencia, cada contribución se publicará en Internet. Debido a la enfermedad, Vaclav Havel, y Elie Wiesel cada uno participó a través de un segmento de video grabado para el Oslo Freedom Forum. Además, Ramón José Velásquez, de 94 años de edad, expresidente de Venezuela, participó por videoconferencia.